# Nouâtre
Nouâtre est une commune française du département d'Indre-et-Loire, en région Centre-Val de Loire.

## Géographie

### Situation
Nouâtre est en bordure sud du département d'Indre-et-Loire, jouxtant le département de la Vienne, entre Tours (46 km au nord) et Châtellerault (30 km au sud). Chinon est à 31 km au nord-ouest.
Le Parc naturel régional Loire-Anjou-Touraine est à 31 km à l'ouest, séparé de Nouâtre seulement par la commune de Marcilly-sur-Vienne.

### Voies de communication, transports
Routes
L'autouroute A10, dite « L’Aquitaine », traverse le sud de la commune dans la direction nord-sud. Elle relie Châtellerault, Poitiers et Bordeaux au sud avec Tours, Orléans et Paris au nord (et Le Mans par la A28 au nord de Tours). Son entrée-sortie la plus proche vers le nord est la no 25 « Sainte-Maure-de-Touraine » à 10 km, et celle vers le sud est la no 26 « Châtellerault-nord » à 28 km,.
L'autoroute A85 croise l'autoroute A10 à l'échangeur situé sur la commune de Veigné (au sud de Tours),.
Trains
La station de chemin de fer la plus proche est la gare de Maillé, desservie par des trains TER Centre-Val de Loire et TER Nouvelle-Aquitaine circulant entre Tours et Port-de-Piles ou Poitiers.

### Communes limitrophes
Nouâtre est limitrophe avec six communes, dont une dans la Vienne :

### Hydrographie

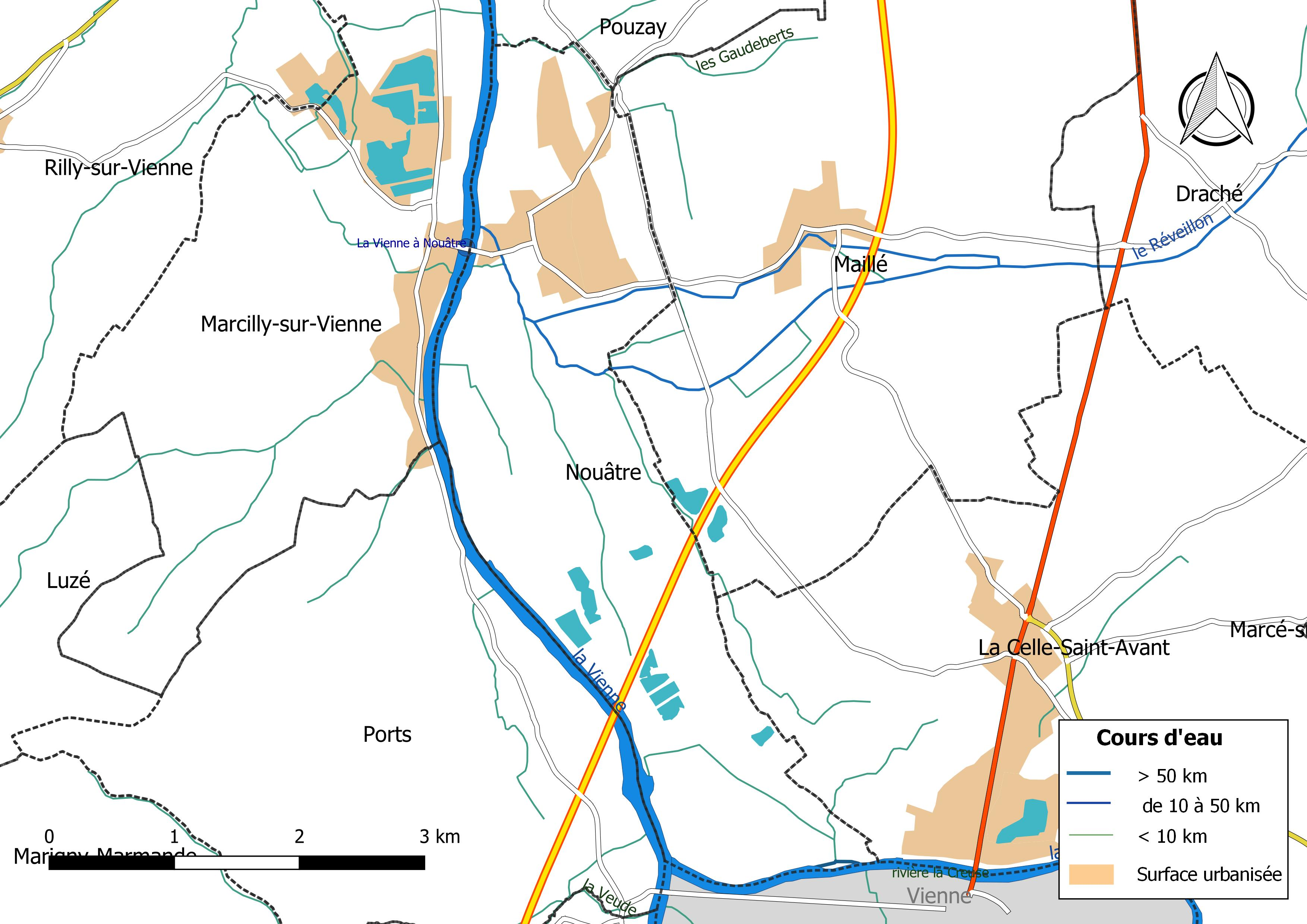
Réseau hydrographique de Nouâtre.

La commune est bordée sur 0,716 km à l'ouest par la Vienne qui coule du sud au nord et constitue une limite séparative avec Ports puis avec Marcilly-sur-Vienne ; et par son affluent la Creuse (0,303 km), qui constitue une limite sud. Le réseau hydrographique communal, d'une longueur totale de 13,96 km, comprend un autre cours d'eau notable : le Réveillon (1,835 km) ; et dix petits cours d'eau dont les Gaudeberts (0,84 km),.
La Creuse, d'une longueur totale de 263,6 km, prend sa source à 816 m d'altitude sur le plateau de Millevaches et se jette  dans la Vienne sur les territoires des communes de Port-de-Piles (Vienne), Ports et Nouâtre, après avoir traversé 80 communes. Sur le plan piscicole, la Creuse est classée en deuxième catégorie piscicole. Le groupe biologique dominant est constitué essentiellement de poissons blancs (cyprinidés) et de carnassiers (brochet, sandre et perche).
La Vienne, d'une longueur totale de 363,3 km, prend sa source sur le plateau de Millevaches, à une altitude comprise entre 860 et 895 m ; et se jette  dans la Loire à Candes-Saint-Martin à 30 m d'altitude, après avoir traversé 96 communes. La station de Nouâtre permet de caractériser les paramètres hydrométriques de la Vienne. Le débit mensuel moyen (calculé sur 61 ans pour cette station) varie de 60 m3/s au mois d'août à 355 m3/s au mois de février. Le débit instantané maximal observé sur cette station est de 2 480 m3/s le 1er janvier 1962, la hauteur maximale relevée a été de 8,61 m le 8 janvier 1962,, et de 9.06 m le 31 mars 2024. Sur le plan piscicole, la Vienne est également classée en deuxième catégorie piscicole.
Le Réveillon, d'une longueur totale de 15,2 km, prend sa source dans la commune de Sepmes et se jette  dans la Vienne à Nouâtre, après avoir traversé cinq communes. Il est également classé en deuxième catégorie piscicole.
Deux zones humides ont été répertoriées sur la commune par la direction départementale des territoires (DDT) et le Conseil départemental d'Indre-et-Loire : « l'étang des Maisons Rouges » et « les étangs de la Fontaine Blanche »,.

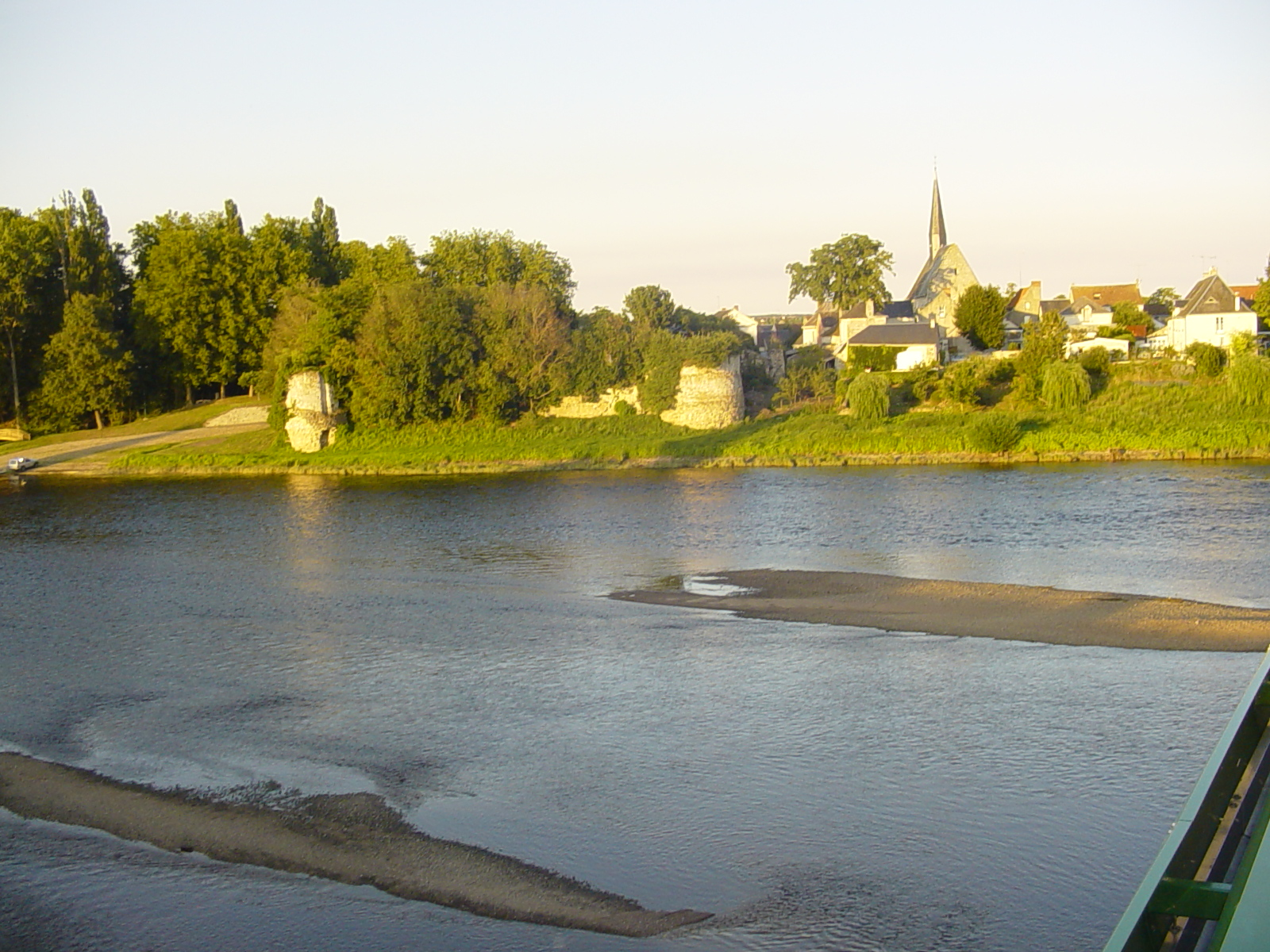
Vue du village.

### Climat
Pour des articles plus généraux, voir Climat du Centre-Val de Loire et Climat d'Indre-et-Loire.
En 2010, le climat de la commune est de type climat océanique dégradé des plaines du Centre et du Nord, selon une étude du CNRS s'appuyant sur une série de données couvrant la période 1971-2000. En 2020, Météo-France publie une typologie des climats de la France métropolitaine dans laquelle la commune est exposée à un climat océanique altéré et est dans la région climatique Moyenne vallée de la Loire, caractérisée par une bonne insolation (1 850 h/an) et un été peu pluvieux.
Pour la période 1971-2000, la température annuelle moyenne est de 11,4 °C, avec une amplitude thermique annuelle de 15 °C. Le cumul annuel moyen de précipitations est de 680 mm, avec 11 jours de précipitations en janvier et 6,5 jours en juillet. Pour la période 1991-2020, la température moyenne annuelle observée sur la station météorologique de Météo-France la plus proche, sur la commune de Saint-Épain à 11 km à vol d'oiseau, est de 12,3 °C et le cumul annuel moyen de précipitations est de 745,6 mm,. Pour l'avenir, les paramètres climatiques de la commune estimés pour 2050 selon différents scénarios d'émission de gaz à effet de serre sont consultables sur un site dédié publié par Météo-France en novembre 2022.

## Urbanisme

### Typologie
Au 1er janvier 2024, Nouâtre est catégorisée bourg rural, selon la nouvelle grille communale de densité à sept niveaux définie par l'Insee en 2022.
Elle est située hors unité urbaine. Par ailleurs la commune fait partie de l'aire d'attraction de Tours, dont elle est une commune de la couronne,. Cette aire, qui regroupe 162 communes, est catégorisée dans les aires de 200 000 à moins de 700 000 habitants,.

### Occupation des sols
L'occupation des sols de la commune, telle qu'elle ressort de la base de données européenne d’occupation biophysique des sols Corine Land Cover (CLC), est marquée par l'importance des territoires agricoles (62,2 % en 2018), en diminution par rapport à 1990 (66,3 %). La répartition détaillée en 2018 est la suivante : terres arables (37 %), zones agricoles hétérogènes (14,1 %), forêts (11,9 %), prairies (11,2 %), eaux continentales (10,9 %), zones industrielles ou commerciales et réseaux de communication (10,2 %), zones urbanisées (4,7 %). L'évolution de l’occupation des sols de la commune et de ses infrastructures peut être observée sur les différentes représentations cartographiques du territoire : la carte de Cassini (XVIIIe siècle), la carte d'état-major (1820-1866) et les cartes ou photos aériennes de l'IGN pour la période actuelle (1950 à aujourd'hui).

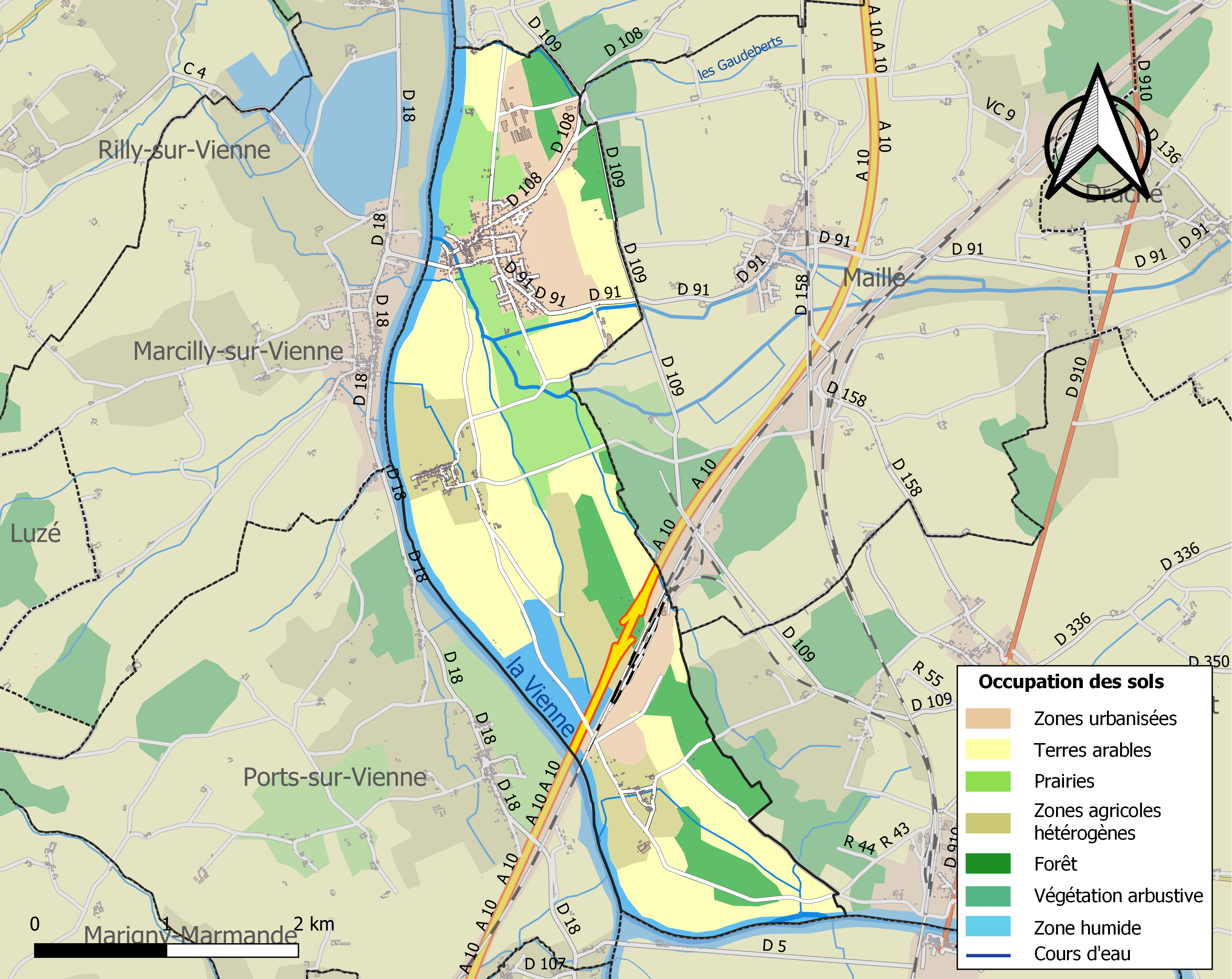
Carte des infrastructures et de l'occupation des sols de la commune en 2018 (CLC).

### Risques majeurs
Le territoire de la commune de Nouâtre est vulnérable à différents aléas naturels : météorologiques (tempête, orage, neige, grand froid, canicule ou sécheresse), inondations et séisme (sismicité faible). Un site publié par le BRGM permet d'évaluer simplement et rapidement les risques d'un bien localisé soit par son adresse soit par le numéro de sa parcelle.
Certaines parties du territoire communal sont susceptibles d’être affectées par le risque d’inondation par débordement de cours d'eau, notamment le Réveillon, la Vienne et la Creuse. La commune a été reconnue en état de catastrophe naturelle au titre des dommages causés par les inondations et coulées de boue survenues en 1982, 1994 et 1999,.

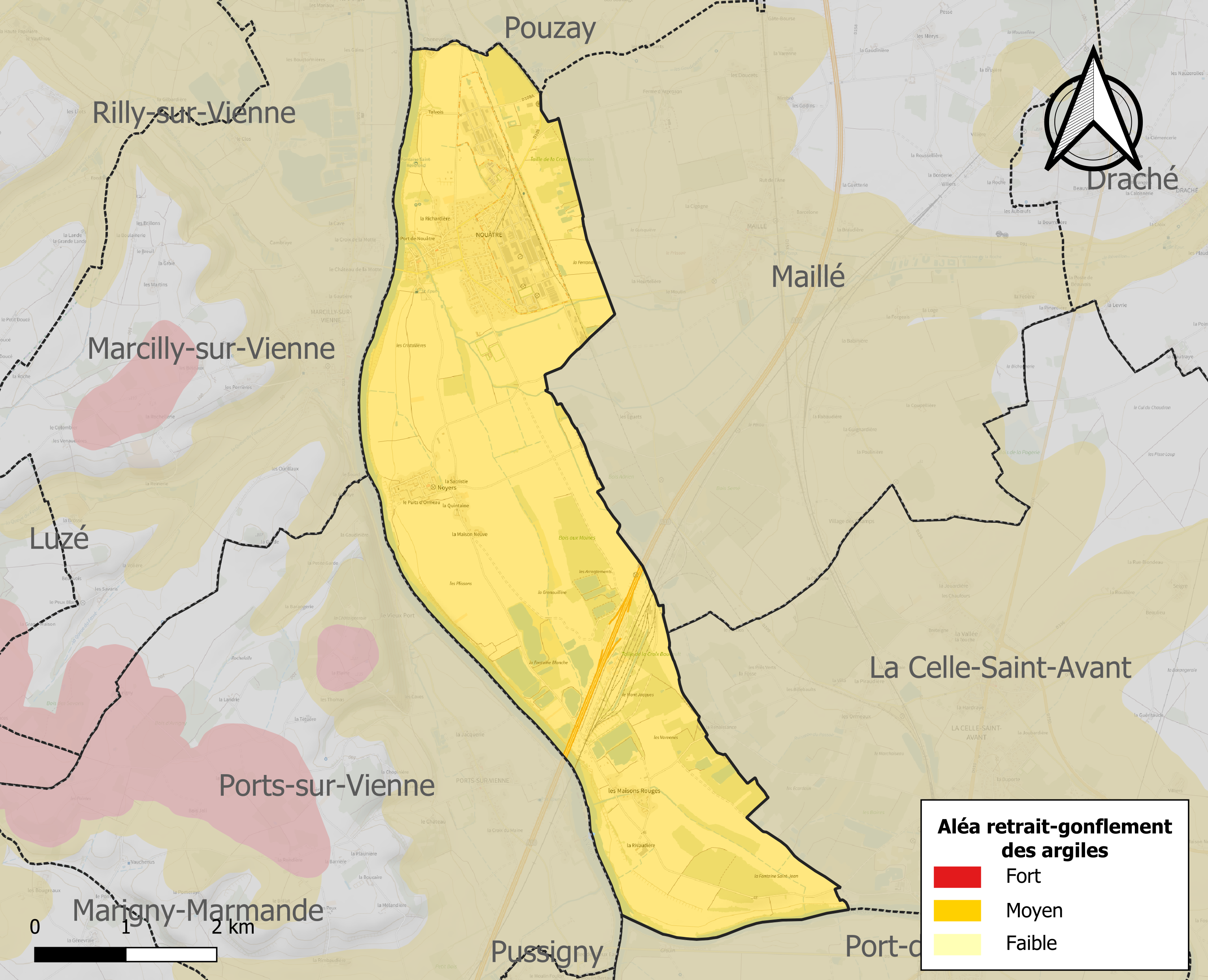
Carte des zones d'aléa retrait-gonflement des sols argileux de Nouâtre.

Le retrait-gonflement des sols argileux est susceptible d'engendrer des dommages importants aux bâtiments en cas d’alternance de périodes de sécheresse et de pluie. La totalité de la commune est en aléa moyen ou fort (90,2 % au niveau départemental et 48,5 % au niveau national). Sur les 437 bâtiments dénombrés sur la commune en 2019, 437 sont en aléa moyen ou fort, soit 100 %, à comparer aux 91 % au niveau départemental et 54 % au niveau national. Une cartographie de l'exposition du territoire national au retrait gonflement des sols argileux est disponible sur le site du BRGM,.
Concernant les mouvements de terrains, la commune a été reconnue en état de catastrophe naturelle au titre des dommages causés par la sécheresse en 1989 et par des mouvements de terrain en 1999.

## Toponymie
Appelée Nogastrum Castrum au Xe siècle.

## Histoire

### Antiquité

#### La vallée de la Vienne
Les plus importantes densités d'occupation romaine des Ier et IIe siècles se trouvent le long de la Vienne, ce grand axe de communication nord-sud. Les hommes y sont attirés par les basses terrasses alluviales de sa vallée, faciles à travailler.

#### Lavia Publica
Selon l'itinéraire reconstitué à partir des cartes et vestiges encore repérables : elle part de Tours, traverse le Cher en direction de Pont-de-Ruan ; de là elle longe Thilouze, passe ensuite par Saint-Epain et sert alors de limites sur 4 km entre les communes de Saint-Epain, Trogues, Pouzay et Noyant, avant d'arriver dans la vallée de la Vienne au Carroi de Chenevelles, à 2 km du bourg actuel de Nouâtre et à quelques centaines de mètres du lit de la rivière. De ce point, elle se partage en deux : la voie principale se prolonge vers Poitiers, pendant qu'une variante dessert Nouâtre. Cette voie antique est connue sur la commune sous le nom de « chemin du Temple ». La présence de la voie romaine de Tours à Poitiers détermine le regroupement de l'habitat humain en rive droite de la Vienne et constitue un facteur déterminant pour l'implantation des villæ à proximité des agglomérations secondaires. Le long de cette voie et du cours de la Vienne, sont établis les vici de Chinon, Mougon, Nouâtre et Antran. À la fin de la Tène, au IIe siècle, une villa à plan méditerranéen est implantée à proximité de l'agglomération nouâtraise : elle est en rapport étroit avec l'agglomération secondaire distante d'environ 3 km, qui lui fournit une place d'échanges commerciaux (voies fluviales et routières), un lieu de culte, un lieu de protection (système défensif, présence militaire). Le bilan des recherches géophysiques de la photographie aérienne ainsi que des sondages ont localisé le vicus et cette vaste villa d'une vingtaine d'hectares environ, au carroi de Chenevelles.

#### Aux origines du bourg, levicus
Le vicus de Nouâtre était situé sur la rive droite de la Vienne à quatre kilomètres en aval de sa zone de confluence avec la Creuse, au carrefour routier de la via Publica reliant Tours avec d'autres voies secondaires.
Le vicus antique de Nouâtre se trouve sous une partie du village actuel ; la couche archéologique y est accessible à 80 cm de profondeur. Les prospections archéologiques ont révélé une nécropole à incinération, le long de la voie Tours - Poitiers à l'est du bourg actuel[réf. nécessaire].

#### Atelier de poterie
Bien qu'aucun four n'ait été découvert (en 1904 au moins), un important dépôt de céramique a été trouvé en 1867 à la Richardière (qui s'appelait autrefois les Loges) au nord-est de la motte et un atelier a été reconnu dans le bourg. Des vases moulés y étaient fabriqués, et - signe de l'existence d'un atelier de poterie - des moules ont été mis au jour. Les vases moulés sont notables par leur originalité ; parmi les décors figurant des personnages, un seul décor a été trouvé ailleurs : le pygmée no 442 (nomenclature de Déchelette, 1904) en commun avec celui sur un vase signé VALEVS, potier de Lezoux. Des fragments de vases Drag. 30 sont décorés de larges métopes qui contiennent plusieurs sujets (un mode de décoration typique de la période de transition). L'atelier de Nouâtre est actif à la fin du Ier siècle et au commencement du IIe siècle.

### Moyen-Âge
Nouâtre fut une citadelle féodale aux XIe et XIIe siècles. Nouâtre est mentionné dès le XIe siècle.
Le village actuel de Nouâtre sis sur la rive gauche de la Vienne entre l'Île-Bouchard et Châtellerault, doit son nom au château que Foulques Nerra y érigea au Xe siècle. Mais l'origine de l'occupation remonte probablement à la période gallo-romaine, dont le site a gardé de nombreux témoignages archéologiques, localisés pour certains d'entre eux (vicus, sites religieux, fanum…) dans les limites même de la commune, pour d'autres (villa), à ses abords immédiats (la commune de Pouzay).[réf. nécessaire]
L'occupation régulière du site de Nouâtre a laissé plus proche de nous des témoignages de l'époque médiévale, qui composent aujourd'hui le patrimoine architectural. Citons l'abbaye bénédictine de Noyers, fondée en 1033 à Noyers, à quelques kilomètres du bourg de Nouâtre ; ou encore, au centre du village, dressés en un point stratégique surplombant le lit de la Vienne, les vestiges de la forteresse du XVe siècle, construite sur une motte antérieure. À quelques dizaines de mètres des anciens fossés qui la ceinturaient, se dresse encore la silhouette du haut clocher de l'église paroissiale, construite à la même époque, dans le périmètre de la basse-cour.[réf. nécessaire]
Dès le XVIIIe siècle, les bâtiments furent utilisés comme carrière de pierre, provoquant sans doute leur disparition, la mise à nu des murailles de l'enceinte, dévêtues depuis de leur parements en grand appareil régulier. Le péril est venu du temps, le temps qui passe, le temps qu'il fait aussi, puisque les crues magnifiques de la rivière n'ont fait que rendre plus vulnérable ce qui jadis résista à la sape de l'ennemi : la base des murs d'enceinte. Les eaux encore, dont le ruissellement entraîne les terres du tertre vers la base interne de l'enceinte, qui appliquent à leur tour une poussée à la base des murs déjà fragilisés par l'eau de la rivière et la végétation, et participent ainsi, à la lente mais inéluctable destruction de l'ensemble.[réf. nécessaire]
Pour parvenir à la physionomie que nous lui connaissons, le château de Nouâtre a dû connaître depuis le Xe siècle plusieurs étapes de construction, d'adaptation, de reconstruction, modelage nécessaire pour le rendre de plus en plus adapté et performant, avant d'être abandonné et utilisé au XVIIIe siècle comme carrière de pierres. Aujourd'hui après plus de deux cents ans de négligence, le château et plus globalement le site de Nouâtre peut, grâce à la volonté conjointe des propriétaires, des habitants du village et des autorités compétentes, sortir de l'oubli. La confrontation des données obtenues par l'approche textuelle avec celles fournies par la topographie et les plans, confirme l'existence d'un ensemble bipolaire, formé par l'association d'un complexe fortifié comprenant trois mottes, avec un bourg. La motte castrale majeure qui porte encore le château de XVe siècle, s'articulait avec sa basse-cour par un pont-levis. Cette basse-cour attestée au XVe siècle était défendue par de profonds fossés en eau encore visibles. Au delà, à moins d'une centaine de mètres, s'étendait le parcellaire du bourg. Attesté depuis le XVe siècle, le bourg était clos. L'ensemble castrum, basse-cour, bourg, reconnaissable sur les cadastres, l'est aussi sur le terrain grâce à une fossilisation du noyau ancien.[réf. nécessaire]
Le bourg et le premier château
Il exista une première famille de seigneurs dans la première moitié du XIe siècle : Guen(n)on ou Ganelon Ier, son fils Marric († v. 1023), son fils Malran († v. 1035), ses fils Ganelon II († v. 1060) et Cléopas, dans la vassalité des comtes d'Anjou et de Vendôme (Nerra, son fils Geoffroi Martel, et Foulques l'Oison neveu de Martel) ; un petit-neveu de Ganelon II et Cléopas, Josbert de Nouâtre, épouse Dionysia, fille d'Hugues Ier de Ste-Maure (fl. vers 1060-1115) et d'Aénor de Montreuil-Bellay (15). Alors, la seigneurie passa directement aux Vendôme, avec Guy de Nevers († 1084), frère cadet de l'Oison ; Bouchard III de Vendôme († 1085), fils de l'Oison ; puis Geoffroi de Preuilly († 1102), gendre de l'Oison.
Plus tard, on trouve Hugues II de Sainte-Maure (fl. de 1117 à sa mort en 1180, fils de Josselin III, petit-fils d'Hugues Ier et neveu de Dionysia de Ste-Maure ci-dessus ; il anime la révolte d'Henri et Richard contre leur père Henri II Plantagenêt ; marié à Avoise de Montgauger) : désormais, Nouâtre partage le destin féodal de Sainte-Maure, et passe donc par succession héréditaire aux familles de Pressigny (notamment, Josbert Ier de Sainte-Maure-Pressigny, né vers 1190 et mort après 1245, époux d'Agnès, sans doute fille de Jean IV de Vendôme), de Craon, de La Rochefoucauld, du Fou, et de Rohan-Guéméné-Montbazon ; elle fait partie du duché de Montbazon érigé en 1588/1594.[réf. nécessaire]
La translation de saint Révérend

### XIXesiècle
En 1832, Nouâtre a annexé la commune de Noyers.

### XXesiècle
La Seconde Guerre mondiale
Pendant la Seconde Guerre mondiale, Nouâtre possède depuis 1940 un camp de l'intendance militaire allemande, un dépôt d'essence de matériel et de nourriture surveillé par près de 300 soldats, ce qui aura une influence sur le massacre de Maillé.

## Politique et administration

### Liste des maires
| Période                                  | Période                      | Identité               | Étiquette | Qualité                    |
| ---------------------------------------- | ---------------------------- | ---------------------- | --------- | -------------------------- |
| novembre 2000                            | mars 2008                    | André Barillet         |           |                            |
| mars 2008                                | juin 2014                    | Philippe Tabutaud      |           |                            |
| octobre 2014                             | En cours (au 2 février 2016) | Pierre-Marie Danquigny |           | Retraité de l'enseignement |
| Les données manquantes sont à compléter. |                              |                        |           |                            |

### Tendances politiques
| Scrutin             | Scrutin             | 1er tour | 1er tour | 1er tour | 1er tour | 1er tour | 1er tour | 1er tour | 1er tour | 1er tour | 1er tour | 1er tour | 1er tour | 2d tour | 2d tour  | 2d tour | 2d tour | 2d tour | 2d tour |
| Scrutin             | Scrutin             | 1er      | 1er      | %        | 2e       | 2e       | %        | 3e       | 3e       | %        | 4e       | 4e       | %        | 1er     | 1er      | %       | 2e      | 2e      | %       |
| ------------------- | ------------------- | -------- | -------- | -------- | -------- | -------- | -------- | -------- | -------- | -------- | -------- | -------- | -------- | ------- | -------- | ------- | ------- | ------- | ------- |
| Présidentielle 2017 | Présidentielle 2017 |          | FN       | 24,09    |          | LR       | 23,87    |          | LFI      | 20,86    |          | EM       | 17,20    |         | EM       | 54,90   |         | FN      | 45,10   |
| Présidentielle 2022 | Présidentielle 2022 |          | RN       | 32,81    |          | LREM     | 27,46    |          | LFI      | 13,84    |          | LR       | 5,58     |         | RN       | 51,33   |         | LREM    | 48,67   |
| Législatives 2022   | 4e                  |          | RE-Ens   | 26,71    |          | PS-Nupes | 26,35    |          | RN       | 23,47    |          | LR       | 10,83    |         | PS-Nupes | 51,15   |         | RE-Ens  | 48,85   |
| Législatives 2024   | 4e                  |          | RN       | 47,57    |          | PS-NFP   | 22,43    |          | RE-Ens   | 20,54    |          | LR       | 8,38     |         | RN       | 56,69   |         | PS-NFP  | 43,31   |

## Population et société

### Démographie
L'évolution du nombre d'habitants est connue à travers les recensements de la population effectués dans la commune depuis 1793. Pour les communes de moins de 10 000 habitants, une enquête de recensement portant sur toute la population est réalisée tous les cinq ans, les populations de référence des années intermédiaires étant quant à elles estimées par interpolation ou extrapolation. Pour la commune, le premier recensement exhaustif entrant dans le cadre du nouveau dispositif a été réalisé en 2004.

En 2022, la commune comptait 798 habitants, en évolution de −3,74 % par rapport à 2016 (Indre-et-Loire : +1,67 %, France hors Mayotte : +2,11 %).
| 1793 | 1800 | 1806 | 1821 | 1831 | 1836 | 1841 | 1846 | 1851 |
| ---- | ---- | ---- | ---- | ---- | ---- | ---- | ---- | ---- |
| 213  | 223  | 220  | 221  | 236  | 420  | 357  | 433  | 446  |

| 1856 | 1861 | 1866 | 1872 | 1876 | 1881 | 1886 | 1891 | 1896 |
| ---- | ---- | ---- | ---- | ---- | ---- | ---- | ---- | ---- |
| 413  | 422  | 404  | 411  | 439  | 446  | 447  | 442  | 368  |

| 1901 | 1906 | 1911 | 1921 | 1926 | 1931 | 1936 | 1946 | 1954 |
| ---- | ---- | ---- | ---- | ---- | ---- | ---- | ---- | ---- |
| 364  | 361  | 362  | 479  | 603  | 600  | 602  | 669  | 969  |

| 1962 | 1968  | 1975 | 1982 | 1990 | 1999 | 2004 | 2006 | 2009 |
| ---- | ----- | ---- | ---- | ---- | ---- | ---- | ---- | ---- |
| 912  | 1 001 | 891  | 860  | 833  | 789  | 761  | 769  | 869  |

| 2014 | 2019 | 2022 | - | - | - | - | - | - |
| ---- | ---- | ---- | - | - | - | - | - | - |
| 825  | 812  | 798  | - | - | - | - | - | - |

### Enseignement
Nouâtre se situe dans l'Académie d'Orléans-Tours (Zone B) et dans la circonscription de Chinon.
L'école maternelle et le collège Patrick Baudry accueillent les élèves de la commune.

### Activités culturelles et associatives
Manifestations
- Juin : Triathlon de la Touraine créé en 1984.
- Juillet : 13 juillet fête nationale.
- Août : fête Un dimanche à la campagne.

Associations
- Comité d'animation de Nouâtre,
- APE (Association des parents d'élèves du regroupement se met au service des écoles),
- Nouâtre triathlon,
- Le club de l'amitié,
- L'union sportive gymnastique Nouâtre (Football),
- Club de judo et ju-jitsu.

## Culture locale et patrimoine

### Sites et monuments
- Église Saint-Léger de Nouâtre, rebâtie en 1482.
- Église Saint-Jean de Noyers, rebâtie au XIIe siècle ; façade et chœur refaits au XVIIIe siècle.
- Château de Nouâtre construit au XVe siècle sur une motte castrale plus ancienne dont les fossés étaient ennoyés par les eaux du Maillé. Le terrassement de la motte renferme une salle rectangulaire de 5,60 × 9 mètres pour une hauteur sous voûte de 2,80 mètres. La voûte en berceau à doubleaux est percée d'un trou quadrangulaire appareillé, qui est le seul accès à la cavité, d'une largeur de 1,50 mètre et qui traverse l'épaisseur de la motte  sur une hauteur de 2,32 mètres. Un second conduit, peut être d'aération, perce la voûte. La salle pourrait n'avoir été bâtie qu'au XVe siècle lors de la construction du château[31].
- Abbaye Notre-Dame de Noyers.

### Autres édifices

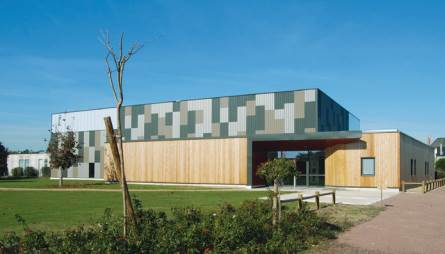
Salle multisport Marie-Amélie-Le Fur.

- En 2012 : construction du gymnase Marie-Amélie-Le Fur.

Il a été inauguré le 24 novembre 2012 par Marie-Amélie Le Fur, athlète handisport française. La salle de sport porte son nom en mémoire de son courage exemplaire pour la jeunesse.
- Collège.
- Prévision en 2013 : aménagement du centre bourg.

### Personnalités liées à la commune
- Jacques de La Jaille, gouverneur et sénéchal de la châtellenie de Nouâtre pour le duc de Montbazon, de 1624 à 1637.
- Pierre-François Martinet, homme politique français, est né dans la commune.

### Héraldique
| Blason de Nouâtre | Les armes de Nouâtre se blasonnent ainsi : d'argent au noyer de sinople, fruité d'or, posé sur une motte aussi de sinople, à la bordure d'azur chargée de cinq anneaux et attaches de scellement du champ ordonnés en orle, accompagnés à dextre du chef de Notre Dame tenant l'Enfant Jésus d'or. ou : d'argent à une motte de sinople issant de la Pointe surmontée d'un noyer du même fruité d'or à la bordure d'azur chargée de cinq anneaux d'argent posés en orle et d'une Notre-Dame tenant l'enfant Jésus d'or au canton du Chef dextre. |

Ornements extérieurs
L'écu est surmonté d'une couronne murale d'or, à trois tours crénelées, ouvertes et maçonnées de sable. Elle symbolise la ceinture de remparts qui préserve la cité contre les ennemis du dehors ; elle est un souvenir des divinités latines, gardiennes tutélaires que l'on représentait couronnées de tours. Elle rappelle surtout la ville de Noastre qui anciennement était close et circuitée de murailles, ainsi que l'abbaye de Noyers avec tourelles, contreforts et chemins de ronde garnis de créneaux.
En pointe, un listel d'argent aux retroussis de gueules mentionne: "Ville de Nouâtre" car c'est bien sous cette dénomination qu'on la désignait au XVIIe siècle, le 14 aoust 1696, ville de Nouatre.
Symboles de la composition
La motte fait allusion aux deux têtes de Pont, deux énormes mottes bâties par Foulques Nerra (appelée improprement pour l'une : Tumulus ou Calvaire de Nouâtre et la Motte) pour s'assurer le passage de la Vienne, point d'une extrême importance.
Le noyer rappelle l'origine du nom de la localité. Quant à l'abbaye et paroisse de Noyers, c'est la même origine: pays fertile en noyers qui vraisemblablement donna leur nom à la contrée selon l'abbé C. Chevalier.
Le noyer aime les montagnes et hait les eaux, c'est pourquoi il est représenté sur la motte dans l'écu de Nouâtre.
La noix sert d'armes parlantes. Elle fait penser à une conception analogue à celle de l'œuf cosmique qui se sépare en deux moitiés pour donner naissance au ciel et à la terre.
Notre Dame tenant Jésus, parce que dès l'antiquité, sans en fixer de date, existait à Noyers une petite église dédiée à la Sainte Trinité et à Notre Dame. Noyers avec l'abbaye qui était paroisse fut supprimée après la Révolution et fut rattachée à la nouvelle commune de Nouâtre rappelant ainsi l'ancienne juridiction des lieux.
Aucune allusion, n'est faite aux reliques de saint Révérend dont on ne sait ce qu'il en reste avec exactitude ou du moins en ce qui concerne le crâne dont Saint-Jean-d'Angély possédait également le crâne. On peut seulement rappeler une procession qui se faisait le jour de la fête du saint, le 12 septembre, où l'on portait ses reliques. Quant à la fontaine miraculeuse qui guérit de la folie, le défaut de preuve ne permet pas de constituer l'authenticité du culte rendu à ce saint, malgré une infinité de guérisons rapportées. Seuls subsistent les restes d'un petit monument érigé par la famille d'Argenson sur la fontaine de Saint-Révérend ; et les anneaux de fer, tout autour de la nef qui auraient servi à attacher les fous que l'on amenait dans le but d'obtenir leur guérison.
La fontaine ne peut pas être représentée sous l'arbre dans l'écu de Nouâtre, car le noyer hait les eaux. Les anneaux tout autour de l'écu rappellent saint Révérend, pour la guérison de la folie.